# 赤間信義
赤間 信義（あかま のぶよし、1889年（明治22年）1月21日 – 1942年（昭和17年）12月30日）は、日本の文部官僚。

## 経歴
富山県出身。1914年（大正3年）、東京帝国大学法科大学独法科を卒業。内務省に入り、山梨県属、山梨県理事官を務めた。1919年（大正8年）、文部省に転じ、参事官に任じられた。外務書記官、文部大臣秘書官兼任を経て、1928年（昭和3年）、実業学務局長に就任。翌年、専門学務局長に転じ、1936年（昭和11年）に退官するまで、在任した。
その他、中国・満州国からの留学生受け入れ団体である財団法人日華学会の理事を務め、同学会の運営する東亜学校の学監となった。1938年（昭和13年）からは日本占領下の華北に創設された東亜文化協議会の事務局長、ついで総務部長を務めた。
1940年（昭和15年）、文部次官に就任。退官後は日華学会理事長を務めた。

## 栄典

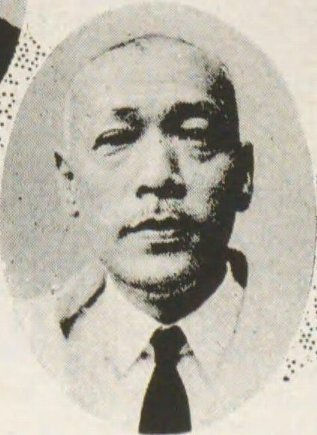
赤間信義

- 1942年（昭和17年）12月30日 - 勲二等瑞宝章[2]